# Vladičin Han
Vladičin Han (em cirílico: Владичин Хан) é uma vila da Sérvia localizada no município de Vladičin Han, pertencente ao distrito de Pčinja, na região de Južno Pomoravlje. A sua população era de 8053 habitantes segundo o censo de 2011.

## Demografia
| 1948 | 1953 | 1961 | 1971 | 1981 | 1991 | 2002 | 2011 |
| ---- | ---- | ---- | ---- | ---- | ---- | ---- | ---- |
| 1262 | 1782 | 2385 | 3809 | 6207 | 7835 | 8338 | 8053 |